# 中央 (行田市)
中央（ちゅうおう）は、埼玉県行田市の町名。現行行政地名は中央のみ。丁番を持たない単独町名である。住居表示実施済み。郵便番号は361-0078。

## 地理
秩父鉄道行田市駅を地域のほぼ中心として、埼玉県行田市の中央部に位置する。行田市栄町・行田市宮本・行田市忍・行田市行田に接する。
町域の中心部を埼玉県道198号行田市停車場線、埼玉県道199号行田市停車場酒巻線が通っている。大正中期から1990年代後半頃まで、両県道沿いに多くの商店（大手スーパーマーケット、鮮魚店、八百屋、精肉店、飲食店等）が営業し、行田市行田地域と並ぶ繁華街であったが、2022年現在はその多くが閉店・廃業し、閑散としている。

### 河川
- 忍川 - 町域の北部を流れ、翔栄橋や谷故橋が架けられている。

## 歴史
明治後期までは田畑が広がる地域であったが、1921年（大正10年）4月1日に北武鉄道（2022年現在の秩父鉄道）の羽生 - 行田駅（当時）間が開業した頃から住宅や商店が建ち並ぶようになった。
- 1976年（昭和51年）2月1日 - 大字谷郷、大字行田、大字忍、忍一丁目の各一部から分離し合併して中央が成立[4][5]。

## 世帯数と人口
2017年（平成29年）10月1日現在の世帯数と人口は以下の通りである。
| 町丁 | 世帯数  | 人口  |
| ---- | ------- | ----- |
| 中央 | 231世帯 | 486人 |

## 小・中学校の学区
市立小・中学校に通う場合、学区は以下の通りとなる（旧行田市立中央小学校と旧行田市立星宮小学校が統合し、2022年4月に旧行田市立中央小学校跡に行田市立忍小学校が開校）。
| 番地 | 小学校           | 中学校           |
| ---- | ---------------- | ---------------- |
| 全域 | 行田市立忍小学校 | 行田市立忍中学校 |

## 交通
秩父鉄道行田市駅が存在する。バスは、朝日バス（行田市駅発着路線）、行田市内循環バス（北東循環、北西循環）が走っており、町域内に複数のバス停が存在する。

### 道路
- 埼玉県道198号行田市停車場線（小沼橋通り）
- 中央通り

## 主な施設等
- 秩父鉄道行田市駅
- セレネホール行田
- 中央会館
- 中央児童公園 - 指定緊急避難場所[8]